# Janatha Vimukthi Peramuna

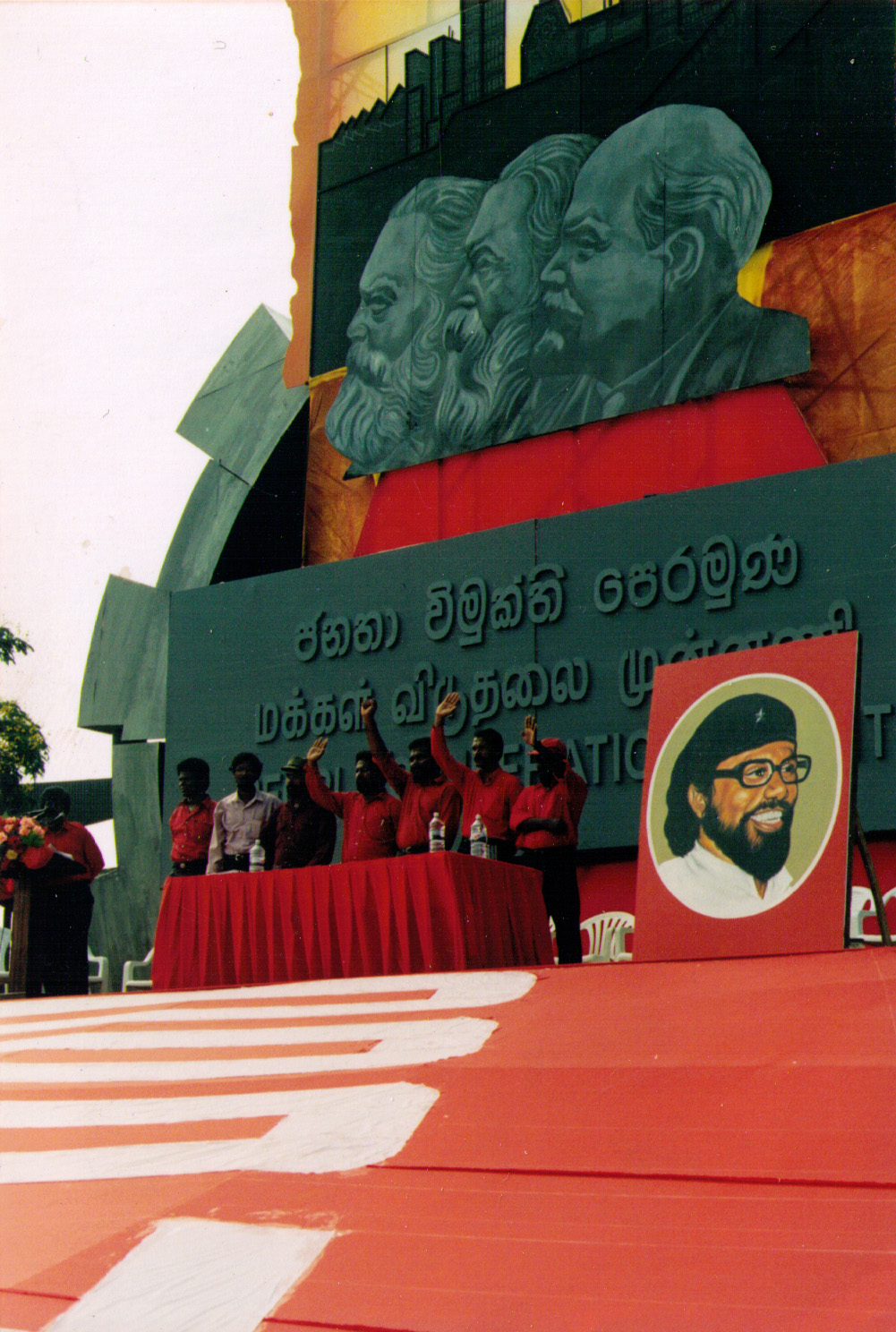
Janatha Vimukti Peramuna bei einer Erster-Mai-Feier in Colombo 1999 mit dem Bild des Parteigründers Rohana Wijeweera

Die Janatha Vimukthi Peramuṇa (kurz JVP; singhalesisch ජනතා විමුක්ති පෙරමුණ; Tamil மக்கள் விடுதலை முன்னணி; englisch People’s Liberation Front; deutsch Volksbefreiungsfront) ist eine national-marxistische, kommunistische Partei in Sri Lanka.
Die Partei war maßgeblich an zwei bewaffneten Aufständen in Sri Lanka beteiligt, 1971 und 1987–1989. Ziel war die Errichtung einer kommunistischen Gesellschaft. Anfang der 1990er Jahre schwor die Partei der Gewalt ab und praktiziert seither Parteipolitik. 1994 nahm sie zum ersten Mal an einer Parlamentswahl teil. Seitdem ist sie durchgängig im sri-lankischen Parlament vertreten. Ihre Hochburg liegt im singhalesischen Süden Sri Lankas.

## Parteigeschichte

### Gründungsgeschichte und der erste Aufstand April 1971
Die JVP entstand 1966–67 als kleine Splittergruppe, kurz nachdem sich die Ceylon Communist Party 1964 in die Ceylon Communist Party (Peking Wing), später Ceylon Communist Party (Maoist), und die Ceylon Communist Party (Moscow Wing) aufgespalten hatte. Nachdem Rohana Wijeweera, der spätere JVP-Parteigründer und Anhänger der Pro-Peking-Fraktion, eine Gruppe gebildet hatte, mit der er gegen eine mögliche Regierungsbeteiligung seiner Partei agitierte, wurde er mit seinen Anhängern aus der Partei ausgeschlossen. In den Folgejahren sammelte die JVP Tausende von Anhängern im Süden der Insel, schulte sie ideologisch und bildete sie paramilitärisch aus.
Bei der Parlamentswahl im Mai 1970 gewann die sozialistische Sri Lanka Freedom Party (SLFP) erstmals die große Mehrheit der Parlamentsmandate. Die Regierung unter Premierministerin Sirimavo Bandaranaike machte sich an den sozialistisch-republikanischen Umbau des Landes. Die JVP, die Anfangs die neue Regierung begrüßt hatte, zeigte sich jedoch rasch vom vermeintlich mangelnden revolutionären Elan enttäuscht. Sie wandelte sich zu deren erbitterter Gegnerin und fasste den Entschluss, einen revolutionären Umsturz zu unternehmen. Ab Anfang März 1971 entdeckten Polizeikräfte meist in ländlichen Regionen verschiedene Verstecke mit Schusswaffen und Bausätzen für Sprengsätze. Die Entdeckungen waren häufig zufällig, nachdem einige dieser improvisierten Sprengsätze vorzeitig explodierten. Zum Teil wurden auch Aktivisten festgenommen, aus deren Geständnissen die Polizei zusätzliche Informationen gewann. Am 7. März 1971 ordnete die Regierung an, dass Armeeeinheiten der Polizei zu Hilfe kommen sollten und am 18. März 1971 rief sie den allgemeinen Ausnahmezustand aus. Immer weitere Waffenverstecke wurden entdeckt und bis zum April wurden 450 Personen festgenommen, darunter auch Rohana Wijeweera, der Führer der JVP. Am 5. April 1971 brach dann ein allgemeiner Aufstand der JVP aus. Über etwa fünf Tage lang wurden etwa 90 Polizeistationen von bewaffneten JVP-Anhängern angegriffen. Später wurde klar, dass die JVP auch einen Angriff in der Hauptstadt Colombo mit Gefangennahme der Premierministerin und der Regierung für den 5. April geplant hatte. Dieser Angriff scheiterte jedoch schon in den Anfängen. Etwa 10.000 Mann Sicherheitskräfte bekämpften die Aufständischen über mehrere Tage. Die Regierung appellierte an das Ausland und erhielt von verschiedensten Seiten Militärhilfe (Vereinigte Staaten, Sowjetunion, Vereinigtes Königreich, Indien, Pakistan etc.). Die Aufständischen hielten noch etwa drei Wochen durch und verlegten sich zu ihrer eigenen Versorgung zunehmend auf Plünderungen, womit sie nahezu jegliche Unterstützung der Bevölkerung verloren. Am 1. bis 5. Mai 1971 rief die Regierung die Aufständischen zur Kapitulation auf und versprach eine Amnestie. Dem Aufruf folgten etwa 6000 Personen. Am 7. bis 9. Juni 1971 machte die Regierung einen zweiten ähnlichen Aufruf, dem erneut Tausende folgten. Die verbliebenen Aufständischen wurden in den folgenden Monaten durch die Sicherheitskräfte niedergekämpft. Die Regierung gab im Jahr 1972 die Zahl der Verhaftungen mit 14.000 an und bezifferte die Zahl der Opfer unter den Sicherheitskräften auf 60 Tote und 312 Verletzte. Die Zahl der Opfer unter den Aufständischen wurde mit etwa 1200 Toten angegeben, jedoch kamen andere Schätzungen auf deutlich höhere Zahlen (etwa 3000 Tote). Ausländische Beobachter schätzten die Gesamtzahl der Aufständischen im April 1971 auf etwa 70.000 und die Zahl der Sympathisanten auf etwa 100.000. In der Folgezeit wurden 2.919 Personen wegen Beteiligung am Aufstand vor der Criminal Justice Commission, einem eigens eingerichteten Sondergericht, abgeurteilt.

### Erste Etablierung als politische Partei ab 1977
Im Dezember 1976 wurde das Verbot der JVP wieder aufgehoben. Die JVP baute ihre Organisationsstrukturen wieder auf und beschloss, sich künftig als politische Partei an Wahlen zu beteiligen. Ein Antrag auf Registrierung als politische Partei bei der Parlamentswahl 1977 war jedoch erfolglos. Nach der Wahl, die die United National Party (UNP) mit haushoher Mehrheit gewann, wurde eine weitgehende Amnestierung der noch inhaftierten JVP-Kader beschlossen. Auch Rohana Wijeweera wurde wieder freigelassen. In den folgenden Jahren etablierte sich die JVP als drittstärkste Partei (nach UNP und SLFP) und als die dominierende Kraft der extremen Linken. Bei den Distriktwahlen 1982 gewann sie vereinzelt bis zu 20 Prozent der Stimmen. Die JVP profitierte dabei vom Niedergang anderer traditionsreicher Linksparteien wie der Lanka Sama Samaja Party (LSSP) und der Communist Party of Sri Lanka (CPSL) und dem teilweisen Wahlboykott durch die SLFP. Bei der Präsidentschaftswahl 1982 gewann Rohana Wijeweera als Kandidat der JVP 273.000 oder 4,2 Prozent der Stimmen.

### Zweiter Aufstand 1987 bis 1989
Die bei der Wahl 1977 ins Amt gekommene UNP-Regierung unter Junius Richard Jayewardene nutzte ihre Supermajorität im Parlament skrupellos aus und lancierte im Jahr 1982 ein Referendum, bei dem die Wähler über die Verlängerung der Legislaturperiode des Parlaments abstimmten. Das Referendum fiel im Sinne der Regierung aus und das 1977 gewählte Parlament mit seiner Vier-Fünftel-UNP-Mehrheit amtierte damit ganze 12 Jahre bis zum Jahr 1989. Die JVP sah sich dadurch der Möglichkeit der wirkungsvollen parlamentarischen Mitwirkung beraubt und beschloss, die parlamentarische Arbeit aufzugeben. Im Gefolge der Pogrome des Schwarzen Juli 1983, bei denen Tausende Tamilen ermordet wurden, sprach die Regierung Jayewardene am 30. Juli 1983 ein Verbot von drei Parteien, darunter der JVP, wegen angenommener Beteiligung an den Ausschreitungen aus. Die JVP verlegte ihre Aktivitäten daraufhin in den Untergrund.
1987 begann der zweite revolutionäre Aufstand der JVP. Dieser Aufstand war um ein Vielfaches besser vorbereitet und geplant und verlief viel blutiger und opferreicher als der Aufstand von 1971. Am 15. Dezember 1986 entführte und ermordete ein JVP-Kommando den linksgerichteten Studentenführer Daya Pathirana von der Colombo University. Pathirana hatte sich in den Augen der JVP dadurch diskreditiert, dass er eine konkurrierende sozialistische Studentengruppe anführte und seine Bereitschaft erklärt hatte, den tamilischen Autonomieforderungen entgegenzukommen. In den folgenden Monaten attackierten Kommandos der JVP verschiedene Militärposten, wobei sie Waffen und Munition erbeuteten. Am 18. August 1987 wurden mehrere Handgranaten in einen Sitzungsraum des sri-lankischen Parlaments geworfen, in dem sich Präsident Jayawardene und Premierminister Ranasinghe Premadasa befanden. Beide blieben unverletzt, aber zwei Anwesende starben. Zahlreiche Politiker und Parlamentsabgeordnete wurden durch die JVP ermordet. Besonders spektakulär war die Ermordung von Vijaya Kumaratunga am 16. Februar 1988. Auch gegen Dissidenten aus dem politisch linken Lager und unbeteiligte Personen, die ihren Anweisungen nicht folgten, ging die JVP rücksichtslos vor und ermordete sie zu Hunderten. Die Regierung reagierte mit drastischen Maßnahmen, der Verhängung des Kriegsrechts und der Einrichtung von Internierungslagern. Sowohl JVP als auch die Regierungskräfte verübten massive Menschenrechtsverbrechen (Folter, Verschwindenlassen, willkürliche Tötungen etc.). Der JVP-Aufstand kam erst zu einem Ende, als der JVP-Anführer Rohana Wijeweera am 13. November 1989 gefangen genommen wurde und unter nicht geklärten Umständen ums Leben kam. Der Aufstand hatte Zehntausende Opfer gefordert, und fast die gesamten Führungskader der JVP waren ums Leben gekommen.

### Erneute Etablierung als politische Partei 1994 und die Zeit danach

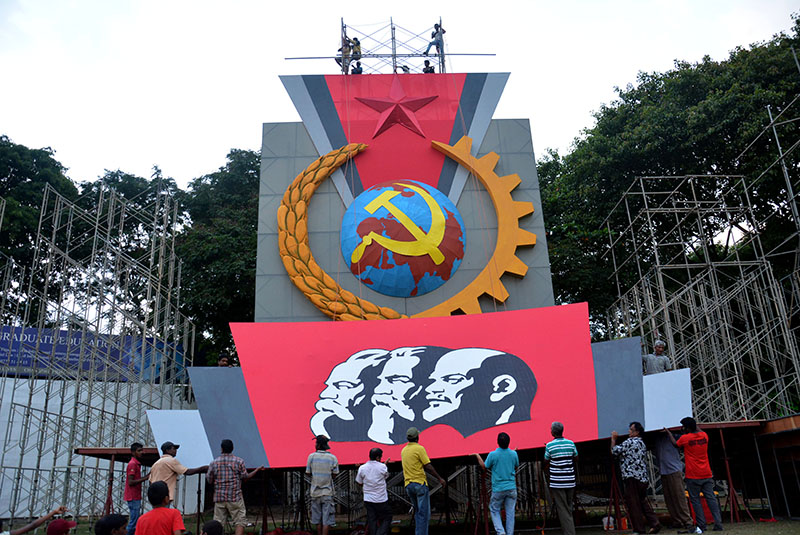
Demonstration der JVP zum 1. Mai 2016

In den Jahren 1990 bis 1993 war die JVP vollständig von der politischen Bildfläche verschwunden und viele rechneten nicht damit, dass sie jemals wieder auftauchen würde. Einigermaßen überraschend war es daher, dass sie sich 1993 wieder als politische Partei konstituierte und öffentlich der Gewalt abschwor. Bei der Parlamentswahl 1994 gewann die Partei ein Mandat (von 225), bei der Wahl 2000 waren es zehn Mandate, 2001 16 und 2004 im Rahmen der UPFA-Parteienkoalition 36 Mandate.
Bei der Präsidentschaftswahl 2005 unterstützte die Partei den Kandidaten der SLFP Mahinda Rajapaksa und war infolgedessen an seiner Regierung als Koalitionspartner beteiligt. Das Bündnis zerbrach jedoch relativ bald wieder. Die JVP warf dem Präsidenten Korruption und Vetternwirtschaft vor. Außerdem forderten sie eine noch härtere Gangart im Kampf gegen die tamilischen Rebellen der LTTE und war in den Jahren 2001 bis 2004 Hauptgegnerin der unter norwegischer Vermittlung stattfindenden Friedensgespräche zwischen der UNP-Regierung unter Ranil Wickremesinghe und der LTTE. Daraufhin brach die Partei auseinander. Ihr prominentestes Mitglied Wimal Weerawansa gründete eine eigene Partei und unterstützte weiterhin die Politik von Präsident Rajapaksa.
Bei der Präsidentschaftswahl 2010 unterstützte die Partei den Gegenkandidaten des amtierenden Präsidenten Rajapaksa, den ehemaligen Armeegeneral Sarath Fonseka. Fonseka verlor die Wahl jedoch deutlich. Er warf der Regierung daraufhin Wahlbetrug vor und erkannte das Ergebnis nicht an. Kurze Zeit darauf wurde er von der Regierung festgenommen. Ihm wurden in Zusammenarbeit mit der JVP Putschpläne vorgeworfen. Bei den vorgezogenen Parlamentswahlen 2010 kam die JVP auf nur etwa 5 % und 7 Sitze im Parlament. General Fonseka wurde aus der Untersuchungshaft heraus ebenfalls ins Parlament gewählt. Bei der Präsidentschaftswahl 2015 unterstützte die JVP vorsichtig Maithripala Sirisena, den Gegenkandidaten Rajapaksas, trat bei der Parlamentswahl wenige Monate später aber als unabhängige Kraft an.

## Programmatik
Die JVP wurde als marxistisch-leninistische Partei gegründet und steht bis heute in dieser Tradition. Ihre ursprüngliche Unterstützerbasis bildeten Besitzlose oder Arbeitslose aus der singhalesischen Unterschicht. Ihre militanten Kämpfer rekrutierte die Partei meist aus arbeitslosen Jugendlichen auf dem Land. Die Partei war von Anbeginn an nahezu ausschließlich singhalesisch geprägt und Minderheitenanliegen spielten in ihrer Programmatik keine Rolle. Der erste Vorsitzende Wijeweera sprach sich wiederholt vehement gegen jede Form von Dezentralisierung oder Föderalisierung in Sri Lanka aus. Wiederholt wurde der Partei der Vorwurf des singhalesischen Chauvinismus gemacht. Allerdings vertritt die Partei diesen Punkt nicht in ihrem Programm und unterscheidet sich darin deutlich von offen singhalesisch-nationalistischen Parteien, wie Jathika Hela Urumaya. Die JVP wandte sich gegen das indisch-sri-lankische Friedensabkommen von 1987, und ihr wurden Vorwürfe gemacht, während des Aufstandes 1987 bis 1989 gezielt tamilische Einrichtungen attackiert zu haben. Nach 1994 unterstützte die Partei einen harten Kurs gegenüber der LTTE. In wirtschaftspolitischer Hinsicht vertritt die Partei ein linkssozialistisches Programm mit einem starken Sozialstaat und Gegnerschaft zu „kapitalistischen“ und „neoliberalen“ Idealen. Außenpolitisch möchte die Partei die Souveränität Sri Lankas gegenüber „imperialistischen und neokolonialen“ Bestrebungen bewahren und die Bindungen zu anderen sozialistischen Ländern stärken.

## Vorsitzende
- Rohana Wijeweera (Parteigründer und ihr Vorsitzender bis zu seinem Tod am 13. November 1989)
- Somawansa Amarasinghe (seit 1990 bis zu seinem Rücktritt im Februar 2014)
- Anura Kumara Dissanayake (seit dem 2. Februar 2014)[11]